# Bordj el Khadra
Koordinaten: 30° 15′ 1″ N, 9° 33′ 17″ O
Borj el-Khadra (arabisch برج الخضراء, DMG Burǧ al-ḫaḍrāʾ), früher Fort Saint genannt, ist der südlichste Ort Tunesiens und wurde 1920 gegründet. Es befindet sich im Gouvernement Tataouine an der gemeinsamen Grenze zwischen Tunesien, Algerien und Libyen.
Es ist von Tataouine, der nächsten Stadt, 396 Kilometer und von Tunis 927 Kilometer entfernt. Von Kap Blanc, der Nordspitze Tunesiens, aus liegt es am anderen Ende der Nord-Süd-Achse des Landes, die 1200 Kilometer misst.
Während des Zweiten Weltkrieges waren zweihundert italienische Soldaten aus Libyen in dieses Fort eingedrungen und hatten es trotz des Widerstandes einer kleinen Zahl von tunesischen und französischen Verteidigern besetzt. Nur vier Monate später übernahmen die Freien Französischen Streitkräfte, angeführt von General Leclerc, die Position. Während der Bizerte-Krise 1961 erlebte Borj el Khadhra eine erbitterte Schlacht, in der zweihundert tunesische Soldaten bei einem Bombenanschlag auf die französische Luftwaffe getötet wurden.
2014 wurde das Mobilfunknetz mit den Standards 2G und 3G eingeweiht. Im Februar 2016 kam es in Bordj el-Khadra zu einem militärischen Zwischenfall, bei dem ein Algerier und 2 Marokkaner von der tunesischen Armee verletzt wurden.